# Imoro Lukman
Imoro Lukman (ur. 4 października 1984) – ghański piłkarz, grający na pozycji obrońcy.

## Kariera klubowa
Lukman profesjonalną karierę rozpoczął w klubie z rodzinnego kraju Real Sportive. W 2002 roku postanowił wyjechać za granicę. Trafił do izraelskiego Maccabi Netanja, w którym przebywał do zimy 2005 roku. Wówczas to przeniósł się do Bene Jehuda. Barwy tego klubu reprezentował przez kolejne 3,5 roku. Latem 2008 roku, po sześciu latach występów w lidze izraelskiej, wyjechał na Cypr. Przez dwa pierwsze lata grał w AEP Pafos, kolejny sezon spędził w APOP Kinyras, a jesienią 2011 roku reprezentował barwy zespołu Nea Salamina. Zimą 2012 roku powrócił do Izraela. Po kilka miesięcy grał w takich klubach jak Hapoel Ironi Riszon le-Cijjon, Hapoel Akka i Bene Sachnin. Latem 2013 roku przeniósł się do klubu grającego w drugiej lidze − Hapoelu Petach Tikwa.

## Kariera reprezentacyjna
W reprezentacji Ghany zadebiutował w 2003 roku.